# John Jansson
John Jansson (Suecia, 18 de julio de 1892-10 de octubre de 1943) fue un clavadista o saltador de trampolín sueco especializado en los saltos desde la plataforma alta, donde consiguió tres medallas olímpicas.

## Carrera deportiva
En Juegos Olímpicos de Estocolmo 1912 ganó la medalla de bronce en la prueba de saltos simple de trampolín, tras sus compatriotas Erik Adlerz y Hjalmar Johansson.
Ocho años más tarde en Amberes 1920 ganó la medalla de bronce en la misma prueba de saltos de trampolín en plataforma alta, con una puntuación de 175 puntos, tras sus compatriotas los también saltadores suecos Arvid Wallman (oro con 183.5 puntos) y Nils Skoglund (plata con 183.0 puntos).
Finalmente en París 1924 obtuvo la medalla de plata solo superado por el australiano Dick Eve y sobre el británico Harold Clarke.